# Twierdza Nehaj
Twierdza Nehaj (chorw. Tvrđava Nehaj) – budowla o charakterze obronnym zbudowana na wzgórzu Trbušnjak w chorwackim mieście Senj w 1558 roku. 
Uznawana za drugą twierdzę Uskoków w Chorwacji.

## Historia
Uskokowie byli ludnością chrześcijańską, która uciekała przed osmańskimi podbojami na Bałkanach do państw graniczących z Imperium Osmańskim. Tworzyli oni społeczności wojowników, którzy bronili lokalne społeczności przed osmańskimi atakami lub przeprowadzali zbrojne wypady na pogranicze. W 1537 roku Osmanowie podbili Klis. Uskokowie, którzy przeżyli, uciekli do Senj, gdzie zgłosili się do służby na rzecz Habsburgów. Stamtąd prowadzili działania zaczepne przeciw Wenecji i Osmanom.
W 1539 roku kapitanem miasta Senj został Ivan Lenković, powiązany z zamieszkującymi miasto uskokami. W związku z rosnącym zagrożeniem ze strony Imperium Osmańskiego wzdłuż granicy habsbursko-osmańskiej na Bałkanach, postanowił rozwinąć fortyfikacje nadmorskiego miasta. Wystosował specjalny list do cesarza Ferdynanda I, w którym poinformował go o potrzebie lepszego ufortyfikowania miasta. Rosnące znaczenie artylerii sprawiło, że kapitan podkreślił wymóg budowy twierdzy na pobliskim wzgórzu. W 1551 roku Habsburgowie zabezpieczyli na ten cel fundusze. Lenković wraz z Herbardem VIII Auerspergiem rozpoczęli budowę fortyfikacji na wzgórzu Trbušnjak (62 m n.p.m.). W celu zdobycia materiałów na budowę obaj wystąpili do władz miejskich o zgodę na rozebranie znajdujących się poza murami miasta pozostałości świątyń i domów. O wykorzystaniu tych materiałów świadczą liczne elementy z inskrypcjami, nadproża oraz elementy rzeźb, które można znaleźć w murach twierdzy. W 1558 roku ukończono budowę. Według zapisków Lenkovića twierdzy broniło 300 mężczyzn.
W latach 1615–1617 trwała wojna habsbursko-wenecka spowodowana wrogimi działaniami uskoków przeciwko statkom weneckim, które transportowały osmańskie towary przez Adriatyk. Traktat pokojowy, który zakończył wojnę, wymusił na Habsburgach wysiedlenie uskoków z Senj.

## Architektura
Twierdza ma kształt sześcianu o szerokości 23 m i wysokości 18 m. Mury zwężają się ku górze i ich grubość u dołu wynosi 3,30 m, a u zwieńczenia 2 m–2,5 m. Zwieńczenie stanowi pięć narożnych baszt. W murach umieszczono ponad 100 mniejszych strzelnic i 11 dużych dla armat.
Do twierdzy wchodziło się przez schody, wąski drewniany most, a na końcu przez wąskie drzwi. Wewnątrz, na parterze zbudowano studnię, kuchnię, pomieszczenia dla obrońców i zbrojownię. Na pierwszym piętrze znajdowały się pomieszczenia dla komendanta i dowódców. Na drugim piętrze umieszczono 11 dział wycelowanych w różnych kierunkach.

## Muzeum
Współcześnie twierdzą opiekuje się Muzeum Miasta Senj. W fortyfikacji znajdują się ekspozycje o uskokach z Senj, uzbrojeniu, świątyniach miasta, historii miasta; prezentowane są również herby lokalnej szlachty.